# Schizonobiella aeola
Schizonobiella aeola är en spindeldjursart som beskrevs av Johann Georg Beer och Lang 1957. Schizonobiella aeola ingår i släktet Schizonobiella och familjen Tetranychidae. Inga underarter finns listade i Catalogue of Life.